# مفتاح إدراج

مفتاح الإدخال من بين مفاتيح أخرى

مفتاح الإدراج (بالإنجليزية: Insert key)‏ Insert (غالبًا يُختصر إلى Ins) هو مفتاح شائع في لوحات مفاتيح الكمبيوتر . يُستخدم بنحوٍ أساسي للتبديل بين وضعي إدخال النص على جهاز الكمبيوتر الشخصي (PC) أو معالج الكلمات :
- وضع الكتابة الفوقية: يكتب المؤشر على أي نص موجود في الموقع الحالي.
- وضع الإدراج: يُدرج المؤشر حرفاً في موضعه الحالي، مما يدفع كل الأحرف التي تتجاوزه إلى الأمام.